# エセイサ (パルティード)
エセイサ・パルティード（Partido de Ezeiza）は、アルゼンチン・ブエノスアイレス州にあるパルティードである。大ブエノスアイレス都市圏の南部に位置し、ブエノスアイレス市中心部からの距離は約35kmである。2010年の国勢調査による人口は118,807人。政庁所在地はエセイサである。
エセイサとその周辺地域には富裕層が多く住んでおり、多くのゲーテッド・コミュニティを有する。北部にはブエノスアイレスの玄関口であるエセイサ国際空港がある。プリメーラB・メトロポリターナ（3部相当）などに所属するサッカークラブ、CSDトリスタン・スアレスが本拠地を置いている。

## 地区
- エセイサ
- トリスタン・スアレス
- ラ・ウニオン
- カルロス・スペガシーニ
- カンニング

## ギャラリー

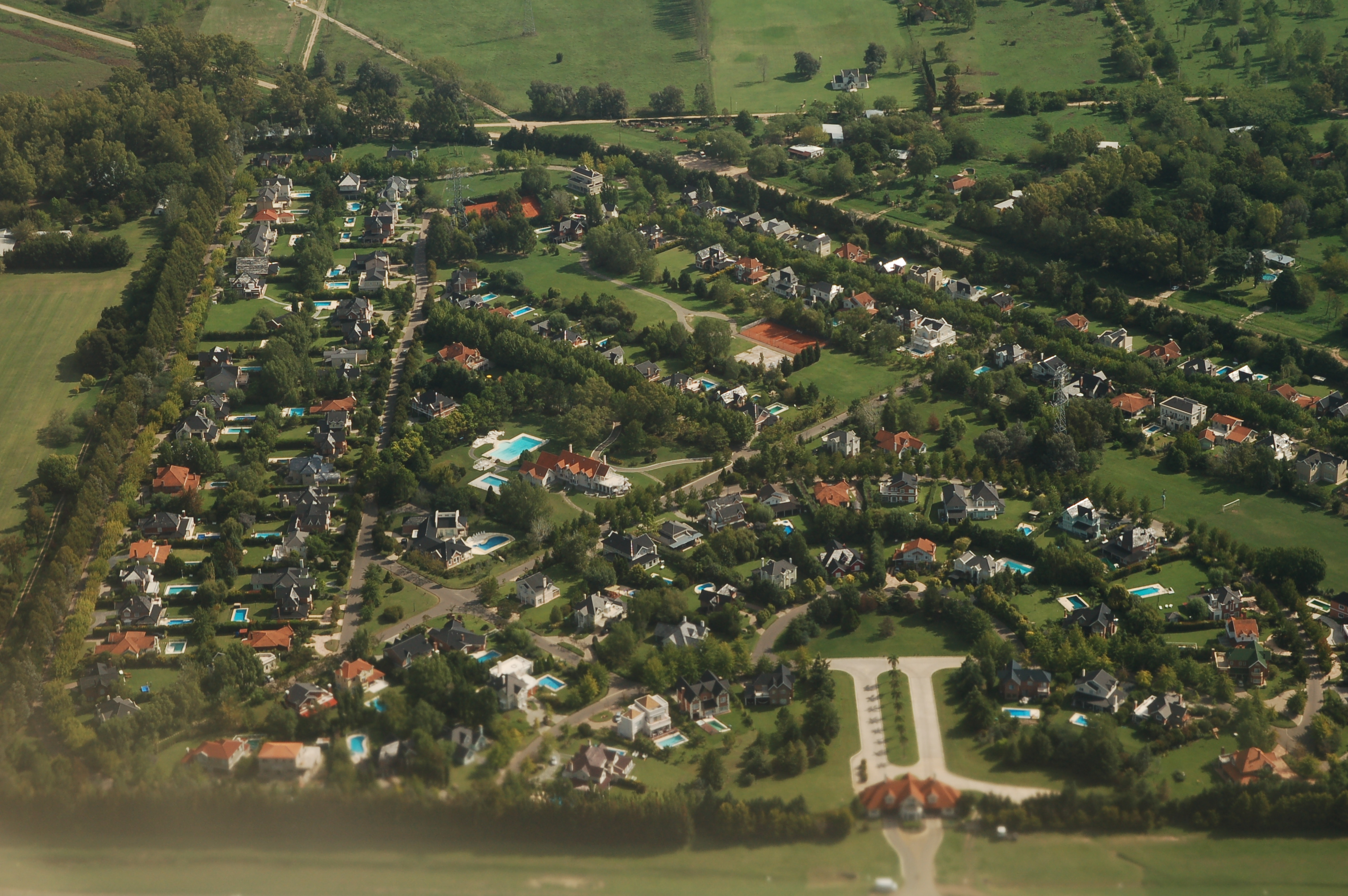
カンニングにあるゲーテッド・コミュニティ
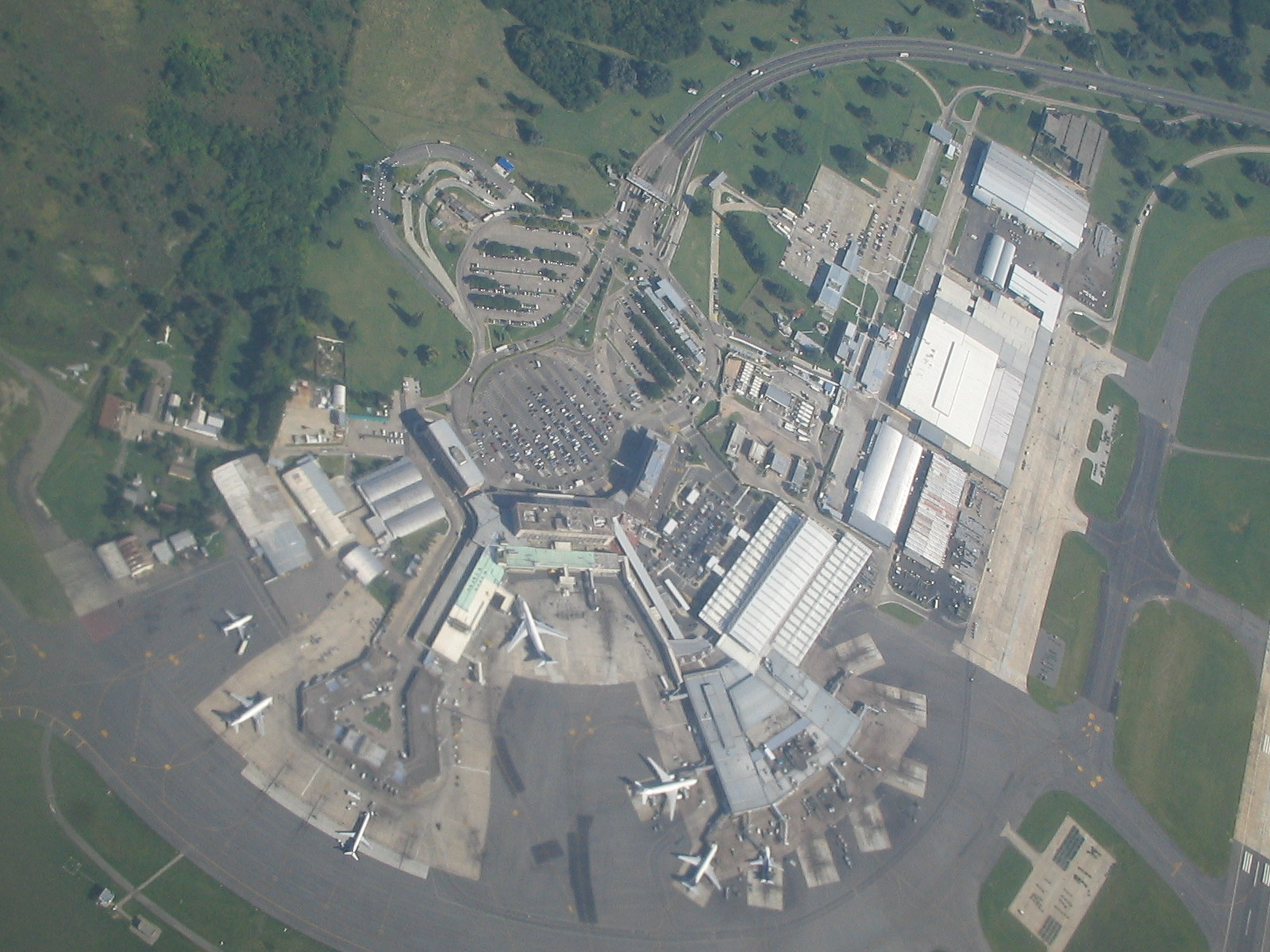
エセイサ国際空港